# Badów Górny
Badów Górny [pronunciación en polaco: /ˈbaduf ˈɡurnaɨ/] es un pueblo en el distrito administrativo de Gmina Mszczonów, dentro de Condado de Żyrardów, Voivodato de Mazovia, en el este de Polonia central. Se encuentra aproximadamente a 3 kilómetros al sur de Mszczonów, a 14 kilómetros al sureste de Żyrardów, y a 44 kilómetros al suroeste de Varsovia.